# جون كوكس (مقدم برامج إذاعية)
جون كوكس (بالإنجليزية: John H. Cox)‏ (و. 1955  م) هو مقدم برامج إذاعية، ومحامي، وسياسي، وشخصية أعمال أمريكي، ولد في شيكاغو، هو عضوٌ في الحزب الجمهوري.

## التعليم
تعلم في معهد إلينوي للتقنية، وتعلم في جامعة إلينوي في شيكاغو، وتعلم في كلية شيكاغو–كنت للحقوق ‏
.